# 彩菜&健 アニバラード
彩菜&健 アニバラード（あやなたけし - ）は、文化放送のラジオ番組であるA&G 超RADIO SHOW〜アニスパ!〜内で放送されていたミニ番組。2006年11月4日から2007年3月31日まで、彩菜と鷲崎健の二人が、リスナーから募集した素敵なアニメソングを紹介しつつセッションを行っていた。

## 放送局：放送時間
- 文化放送：土曜日 21:45 - 21:55

## パーソナリティ
- 彩菜（シンガーソングライター）
- 鷲崎健（ラジオパーソナリティ、ミュージシャン）

## 概要・エピソード
- 番組タイトルはアニバラードではあるが、バラードには特にこだわらず、いい楽曲を紹介する番組である。
- 彩菜はこの番組で初のラジオパーソナリティを務める。
- 彩菜本人はこの番組を、自分が曲を覚えるための番組と考えている。
- 彩菜は今、大人の常識力トレーニングDSがマイブームで知恵がいつも満点である。
- 彩菜が飼っているオウムは推定50年生きる。
- 彩菜は趣味がほとんど無いらしいが、掃除が大好きで一番リラックスできる時間であると語っていた。
- 2006年12月23日の放送中に、彩菜の誕生日（12月29日）祝いにケーキが運ばれたが、いくつになったかは秘密らしい。
- アニスパ5周年のフリートークの際、リスナーから5年間で一番好きだった箱番組を問われた鷲崎は何のためらいもなくこの番組が一番好きだったと答えた。

## 紹介したアニメソング
| ＃ | OA             | 曲                                               | アニメ                                       |
| -- | -------------- | ------------------------------------------------ | -------------------------------------------- |
| 1  | 2006年11月4日  | Last regrets（彩菜）                             | Kanon OP ※生演奏ではなくCDを再生             |
| 2  | 2006年11月11日 | CHA-LA HEAD-CHA-LA（影山ヒロノブ）               | ドラゴンボールZ OP                           |
| 3  | 2006年11月18日 | 残酷な天使のテーゼ（高橋洋子）                   | 新世紀エヴァンゲリオン OP                    |
| 4  | 2006年11月25日 | テレポーテーション 〜恋の未確認〜（橋本潮）      | エスパー魔美 OP                              |
| 5  | 2006年12月2日  | 夢を信じて（徳永英明）                           | ドラゴンクエスト ED                          |
| 6  | 2006年12月9日  | 空からこぼれたSTORY（ダ・カーポ）                | 名探偵ホームズ OP                            |
| 7  | 2006年12月16日 | tune the rainbow（坂本真綾）                     | ラーゼフォン 多元変奏曲 ED                   |
| 8  | 2006年12月23日 | ママがサンタにキスをした（ジャクソン5）          | －                                           |
| 9  | 2006年12月30日 | 君をのせて（井上あずみ）                         | 天空の城ラピュタ ED                          |
| 10 | 2007年1月6日   | アムリタ（牧野由依）                             | 劇場版ツバサ・クロニクル 鳥カゴの国の姫君 ED |
| 11 | 2007年1月13日  | ※紹介せず                                        |                                              |
| 12 | 2007年1月20日  | アイスクリイム（千葉紗子）                       | 成恵の世界 ED                                |
| 13 | 2007年1月27日  | 桜見丘（Local Bus）                              | ポポロクロイス 月の掟の冒険 主題歌           |
| 14 | 2007年2月3日   | For フルーツバスケット（岡崎律子）               | フルーツバスケット OP                        |
| 15 | 2007年2月10日  | みえるだろうバイストン・ウェル（MIQ）            | 聖戦士ダンバイン ED                          |
| 16 | 2007年2月17日  | 空へ…（笠原弘子）                                | ロミオの青い空 OP                            |
| 17 | 2007年2月24日  | あなたの一番になりたい（南央美）                 | 機動戦艦ナデシコ 挿入歌                      |
| 18 | 2007年3月3日   | inside your heart（FictionJunction YUUKA）       | MADLAX ED                                    |
| 19 | 2007年3月10日  | ぼくのジュリアーノ（平塚たかあき）               | 愛してナイト ED                              |
| 19 | 2007年3月10日  | Let Me Be With You（ROUND TABLE featuring Nino） | ちょびっツ OP                                |
| 20 | 2007年3月17日  | たからもの（石田燿子）                           | 藍より青し 〜縁〜 OP                         |
| 21 | 2007年3月24日  | サヨナラ（谷戸由李亜）                           | 最終兵器彼女 ED                              |
| 22 | 2007年3月31日  | Last regrets（彩菜）                             | Kanon OP                                     |